# Mały marynarz
Mały marynarz – polski film fabularny z 1936 roku w reżyserii trzech twórców: Konrada Toma, Jana Nowiny-Przybylskiego i Jana Łowicza.

## Obsada
- Bolesław Horski jako komandor Korski
- Maria Bogda jako Marysia
- Antoni Fertner jako Kostrzewa
- Helena Grossówna jako Krysia
- Franciszek Brodniewicz jako Franciszek Nowicki
- Józef Orwid jako Latajski
- Witold Conti jako porucznik Kotowicz
- Lena Okszańska jako służąca komandora
- Aleksander Żabczyński
- Janina Sokołowska
- Zofia Wilczyńska
- Józef Redo
- Maria Dąbrowska
- Eugeniusz Koszutski
- Mieczysław Gielniewski
- Michał Halicz
- Janusz Srebrzycki
- Olga Orleńska
- Monika Carlo
- Maria Burska-Przybora (Siostry Burskie)[1]